# Кшценциці
Кшценциці (пол. Krzcięcice) — село в Польщі, у гміні Сендзішув Єнджейовського повіту Свентокшиського воєводства.
Населення — 198 осіб (2011).
У 1975-1998 роках село належало до Келецького воєводства.

## Демографія
Демографічна структура на день 31 березня 2011 року:
|          | Загалом | Допрацездатний вік | Працездатний вік | Постпрацездатний вік |
| -------- | ------- | ------------------ | ---------------- | -------------------- |
| Чоловіки | 92      | 18                 | 63               | 11                   |
| Жінки    | 106     | 11                 | 62               | 33                   |
| Разом    | 198     | 29                 | 125              | 44                   |